# Asterodiscides soleae
Asterodiscides soleae is een zeester uit de familie Asterodiscididae.
De wetenschappelijke naam van de soort werd in 1985 gepubliceerd door Francis Rowe.